# Euchromia diffusihelvola
Euchromia diffusihelvola är en fjärilsart som beskrevs av Schultze 1908. Euchromia diffusihelvola ingår i släktet Euchromia och familjen björnspinnare. Inga underarter finns listade i Catalogue of Life.